# Escuela de París (arte)

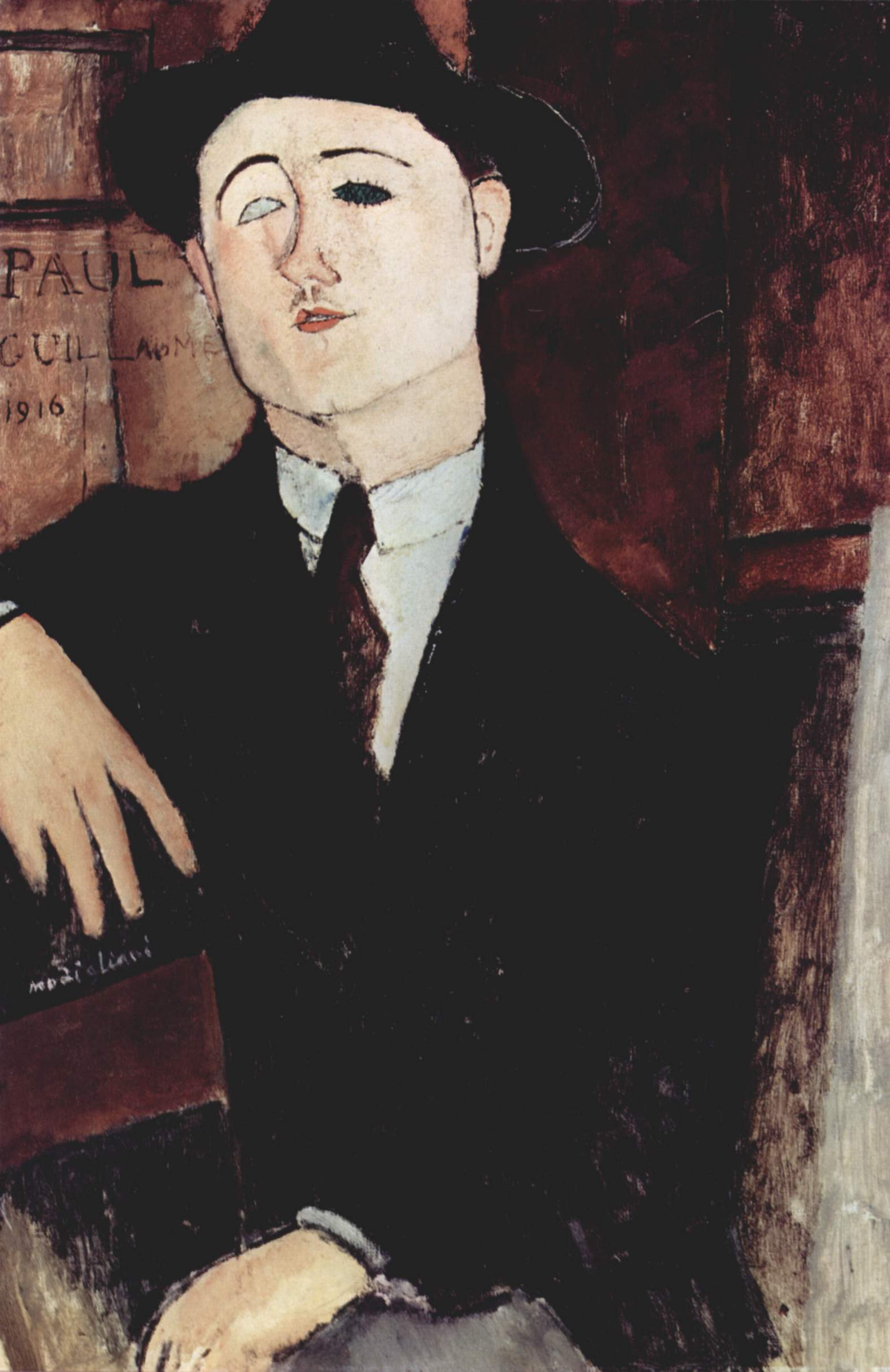
Amedeo Modigliani, Retrato de Paul Guillaume, 1916.

Se denomina Escuela de París a un grupo heterodoxo de artistas que trabajaron en París (Francia) en el periodo de entreguerras (1915-1940), vinculados a diversos estilos artísticos como el posimpresionismo, el expresionismo y el surrealismo. El término engloba a una gran variedad de artistas, tanto franceses como extranjeros, que residían en la capital francesa en el intervalo entre las dos guerras mundiales. En aquella época la ciudad del Sena era un fértil centro de creación y difusión artística, tanto por su ambiente político, cultural y económico, como por ser el origen de diversos movimientos de vanguardia como el fauvismo y el cubismo, y lugar de residencia de grandes maestros como Picasso, Braque, Matisse y su discípulo japonés Yoshio Aoyama, Léger, etc. También era un notable centro de coleccionismo y de galerías de arte.
En la Escuela de París dominó una gran diversidad estilística, sirviendo para englobar en ella a artistas de difícil clasificación y de obra fuertemente personal, como Constantin Brâncuşi, Alexander Archipenko, Julio González y los fotógrafos Brassaï y Kertész. Sin embargo, la mayoría estuvieron vinculados en mayor o menor medida al expresionismo, si bien interpretado de forma personal y heterodoxa: artistas como Amedeo Modigliani, Chaïm Soutine, Jules Pascin y Maurice Utrillo fueron conocidos como “les maudits” (los malditos), por su arte bohemio y torturado, reflejo de un ambiente noctámbulo, miserable y desesperado. En cambio, Marc Chagall representa un expresionismo más vitalista, más dinámico y colorista, sintetizando su iconografía rusa natal con el colorido fauvista y el espacio cubista.
Otros artistas de la escuela fueron Jean Arp, Robert Delaunay, Sonia Delaunay, Raoul Dufy, René Iché, Tsuguharu Foujita, Emmanuel Mané-Katz, Pinchus Krémègne, Ossip Zadkine, Carl Cohnen, Jacques Lipchitz, Michel Kikoïne, Moïse Kisling, Lasar Segall, Olga Sacharoff, Alicja Hohermann, etc.

## Representantes de la Escuela de París

### Exponentes de la Primera Escuela de París
- Alexander Archipenko
- Amadeo de Souza-Cardoso
- Amedeo Modigliani (1884 - 1920)
- André Derain  (1880-1954)
- André Lhote (1885-1962)
- Anton Pevsner
- Béla Czóbel (1883 - 1976)
- Benn (1905 - 1989)
- Chaïm Soutine (1894 - 1943)
- Carl Cohnen ( 1887-1976)
- Constantin Brancusi
- Daniel Gonzalez (1893-1969)
- Isaac Frenkel Frenel (1899-1981)
- Tsuguharu Foujita (1886 - 1968)
- František Kupka
- Federico Cantú (1907-1989)
- Gabriel Zendel (1906 - 1992)
- Ginés Parra
- Gino Severini
- Giorgio de Chirico
- Jacques Lipchitz
- Jacques Villon (1875-1963)
- Jankel Adler (1895 - 1949)
- Juan Gris
- Jules Pascin (1885 - 1930)
- Julio González
- Kees Van Dongen (1877-1968)
- Lasar Segall (1891 - 1957)
- Léopold Survage
- Louis Marcoussis (1878 - 1941)
- Marc Chagall (1887 - 1985)
- Maria Blanchard
- Olga Sacharoff (1881-1967)
- Marie Laurencin (1883-1956)
- Maurice de Vlaminck (1876-1958)
- Maurice Utrillo (1883-1955)
- Max Jacob (1876 - 1944)
- Michel Kikoine (1892 - 1968)
- Moïse Kisling
- Moïse Kisling (1891 - 1953)
- Ossip Zadkine
- Otto Freundlich (1878 - 1943)
- Pablo Picasso
- Eduardo Pisano (1912-1986)
- Pinchus Krémègne (1890 - 1981)
- Sreten Stojanović (1898 - 1960)
- Yoshio Aoyama (1894 - 1996)

### Representantes de la Segunda Escuela de París

#### Figurativos
- Bernard Buffet (1928-1999)

- Daniel du Janerand (1919-1990)
- Emilio Grau Sala (1911-1975)
- Gaëtan de Rosnay
- Maurice Boitel  (1919-2007)
- Noe Canjura
- Hernando Viñes  (1904-1993)
- José Luís Rey Vila (Sim) (1900-1983)

#### Abstracción, no figurativos, figuración alusiva
- André Marchand (1907-1997)

- Francisco Bores  (1898-1972)
- Hans Hartung (1904-1989)
- Nicolas de Staël (1914-1955)
- Orlando Pelayo (1920-1990)
- Raoul Ubac (1910-1985)
- Roger Chastel (1897-1981)
- Serge Poliakoff (1900-1969)
- Jean Simian (1910-1991)
- Manuel Angeles Ortiz (1895-1984)
- André Beaudin (1895-1979)
- Cecilio Guerrero Malagón (1909–1996)
- Fahrelnissa Zeid  (1901-1991)
- Shafic Abboud (1926-2004)

#### Escultores
- Alicia Penalba  (1913-1982)

- Baltasar Lobo  (1910-1993)
- Marta Colvin (1907-1995)
- Cecilio Mariano Guerrero Malagón (1909-1996)
- Henri-Georges Adam (1904-1967)
- Miguel Berrocal (1933-2006)
- Simone Boisecq (1922-)
- Parvine Curie (1936)
- Étienne Hajdu (1913-1995)
- Karl-Jean Longuet (1904-1981
- Étienne Martin (1913-1995)
- Juana Muller (1911-1952)
- Michel Sima (1912-1987)
- François Stahly (1911-2006)